# Pirmasens
Pirmasens est une ville-arrondissement allemande située dans le Land de Rhénanie-Palatinat, à proximité de la frontière franco-allemande. Le nom de la ville provient de saint Pirmin, fondateur de l'abbaye de Hornbach.

## Géographie
La ville se situe dans la région de Vasgovie, à la lisière sud-ouest de la forêt du Palatinat, à environ 10 km de la frontière franco-allemande.

## Histoire
| Appartenances historiques Comté de Sarrebruck 1100-1182 Comté de Deux-Ponts 1182-1297 Comté de Deux-Ponts-Bitche 1297-1570 Comté de Hanau-Lichtenberg 1570-1736 Landgraviat de Hesse-Darmstadt 1736–1797 République cisrhénane (Mont-Tonnerre) 1797-1802 République française (Mont-Tonnerre) 1802-1804 Empire français (Mont-Tonnerre) 1804-1813 Royaume de Bavière 1815-1918 République de Weimar 1918-1933 Reich allemand 1933-1945 Allemagne occupée 1945-1949 Allemagne 1949-présent |

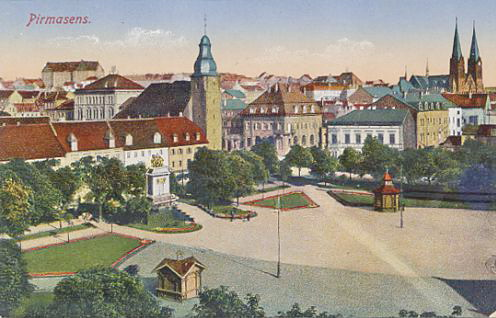
La ville vers 1910.

La ville est mentionnée pour la première fois en 826 sous la forme Pirminiseusna, dans les registres de l'abbaye de Hornbach. Le nom remonte à Saint Pirmin, le fondateur de ce monastère auquel appartenait la colonie. Jusqu'en 1360/61, Pirmasens resta une paroisse dépendante du monastère de Hornbach.
En 1736, la ville est intégrée au landgraviat de Hesse-Darmstadt par le landgrave Louis IX qui en fait une ville de garnison et sa résidence principale.
Le 14 septembre 1793 s'y déroule le combat de Pirmasens entre l'Armée de la Moselle et les forces prussiennes et de Brunswick. Les Français perdent la bataille mais leurs troupes réoccupent la ville qui est ensuite rattachée à la France de 1793 à 1814, elle fait alors partie du département du Mont-Tonnerre.
Le 12 février 1924, des séparatistes palatins tentent de s'installer dans la ville. Cette occupation se termine par de nombreux morts.
La synagogue de la ville est détruite lors des nuits de cristal le 9 novembre 1938.
La ville est bombardée par les Américains le 9 août 1944 et - une deuxième fois - le 15 mars 1945.
La ville est jumelée avec la ville française de Poissy dans les Yvelines dès les années 1960.
Après la chute du communisme et la réunification de l'Allemagne, Pirmasens a connu un afflux d’immigrants de Russie (principalement de la Russie blanche) qui prétendent être les descendants de soldats allemands capturés derrière le rideau de fer après la Seconde Guerre mondiale. Les immigrants russes prétendant être d’ascendance allemande ont obtenu le statut de résident permanent.

## Musées
- Musées de l'Ancien Hôtel de Ville, Pirmasens[1]
  - Musée local
  - Galerie Bürkel
  - Musée du Soulier
  - Cabinet des Silhouettes
- Musée du Westwall, Ouvrage de fortification Gerstfeldhöhe [2]
- Musee Dynamikum

## Population

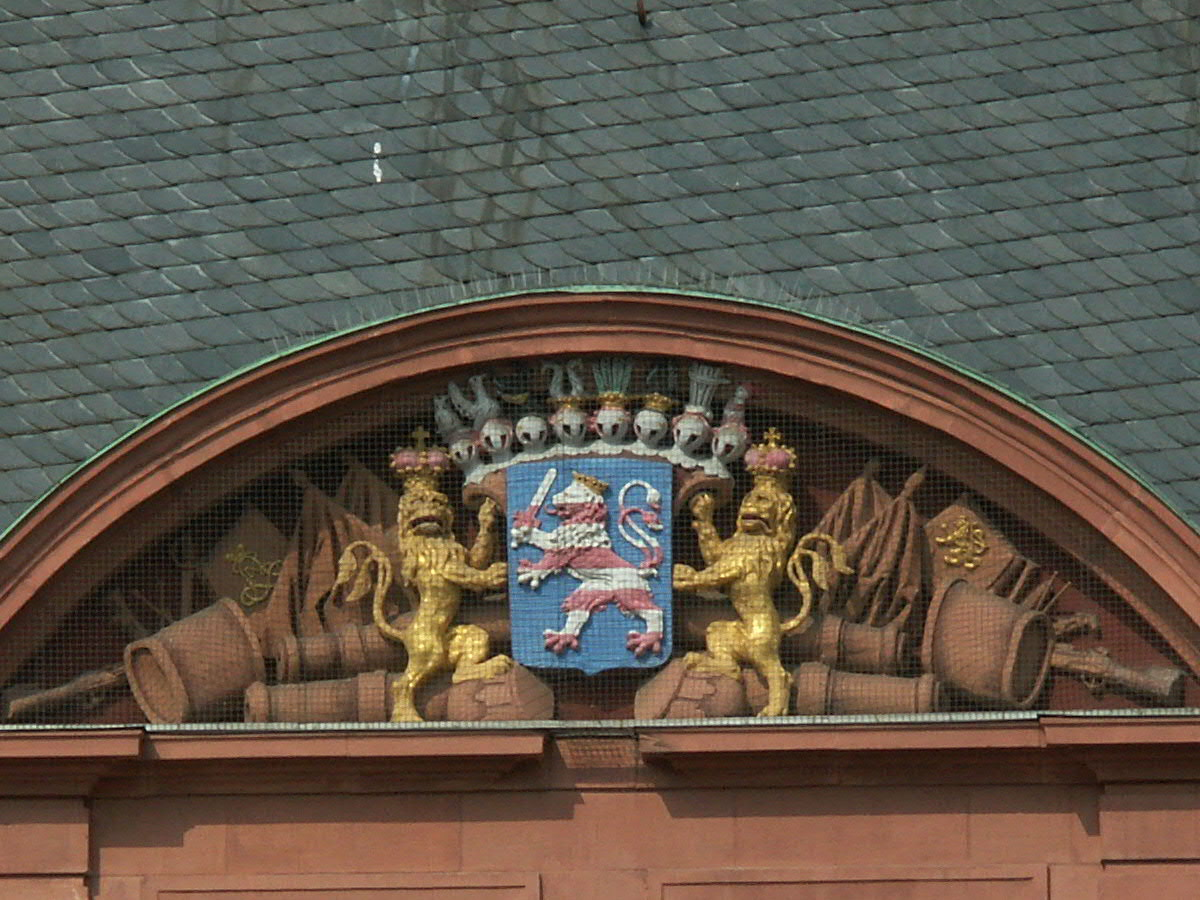
Armoiries de la ville sur le fronton de l'ancien hôtel de ville

- 1875 : 10 136
- 1890 : 21 041
- 1925 : 42 996
- 1933 : 47 221
- 1939 : 50 560
- 1950 : 49 676
- 1970 : 57 773
- 1987 : 47 997
- 2002 : 44 367
- 2003 : 43 971

## Politique
Résultats des élections du 25 mai 2014 :
- CDU : 40,9 %
- SPD : 28,0 %
- FWG : 10,4 %
- Die Linke : 5,6 %
- Verts : 4,6 %
- REP : 4,5 %
- FDP : 4,1 %
- NPD : 2,0 %

## Sports
La ville dispose de nombreuses installations sportives, parmi lesquelles le Sportpark Husterhöhe (principal stade de football remplaçant le Stadion an der Zweibrücker Straße démoli en 2003).
Le principal club de la ville est le FK 03 Pirmasens, qui évolue en cinquième division de football.
La ville dispose également d'un club de hockey sur glace. Les « Hornets » évoluent en seconde division nationale. Il est à remarquer que le gardien de but des « Hornets » est un Français frontalier F. Franck qui a fait ses armes en tant que gardien de but de football, passant par le centre de formation du Racing Club de Strasbourg. Il est également le petit-fils d'un des plus grands attaquants du 1. FC Kaiserslautern, E. Franck (années 1940).

## Jumelage
- Poissy (France)

## Personnalités liées à la ville
- Betty Amann (1907-1990), actrice.
- Ralph Baer (1922-2014), inventeur, ayant contribué à la conception des jeux vidéo.
- Hugo Ball (1886-1927), écrivain, l'un des fondateurs du Dadaïsme.
- Marta Hoepffner, photographe allemande.
- Friedrich Georg Berni, responsable local de la SS.

## Galerie d'images

Pirmasens
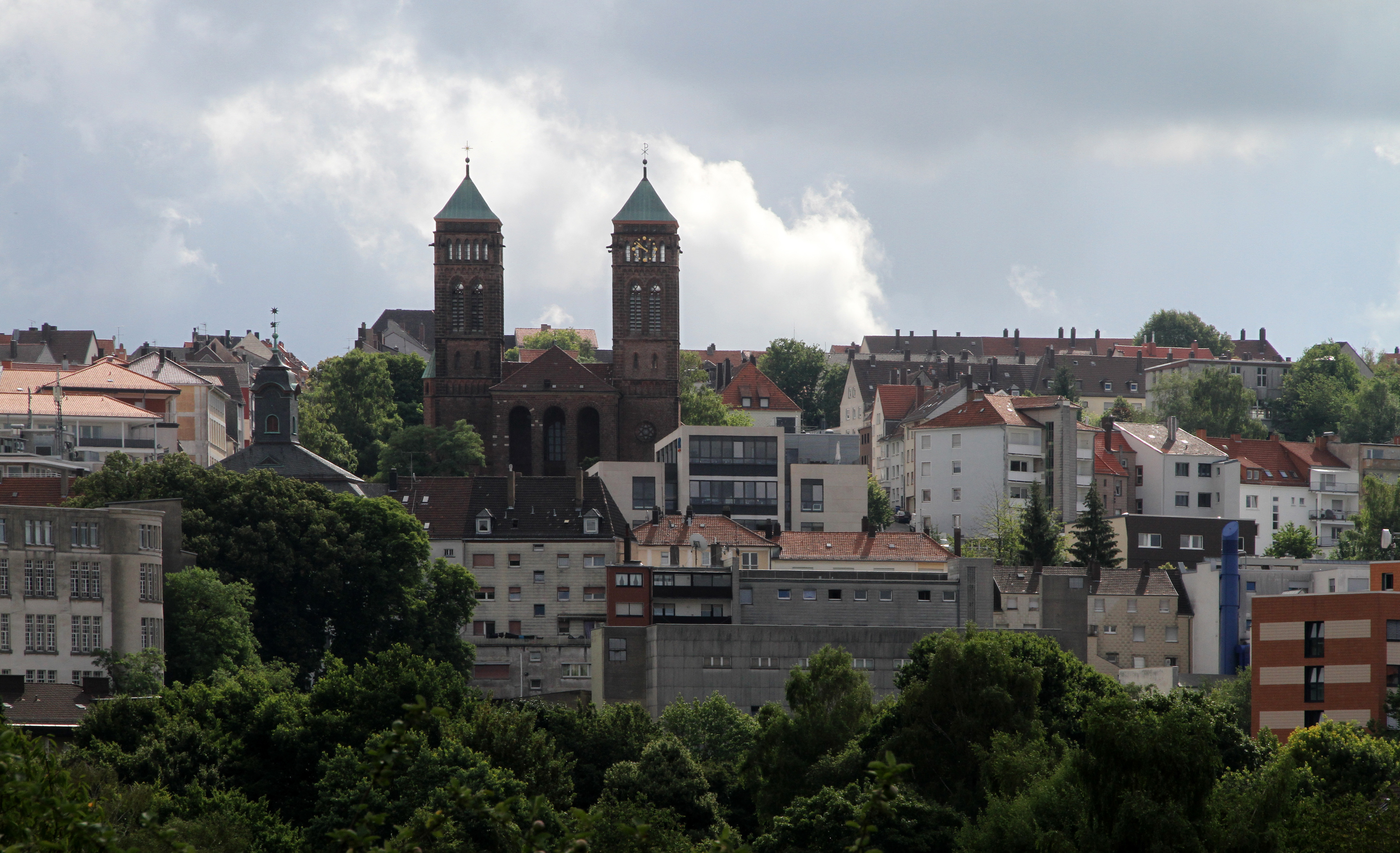
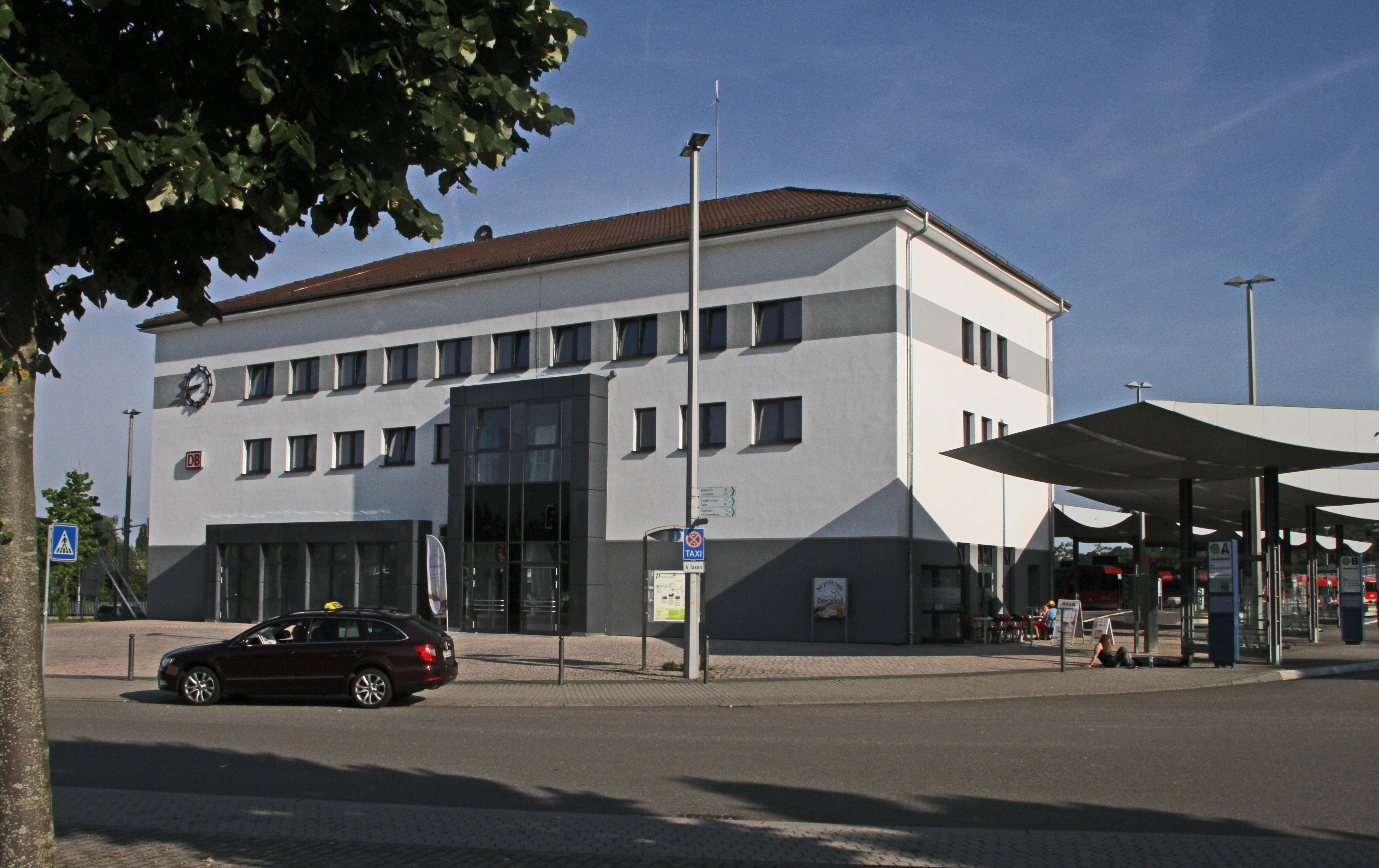
La Gare
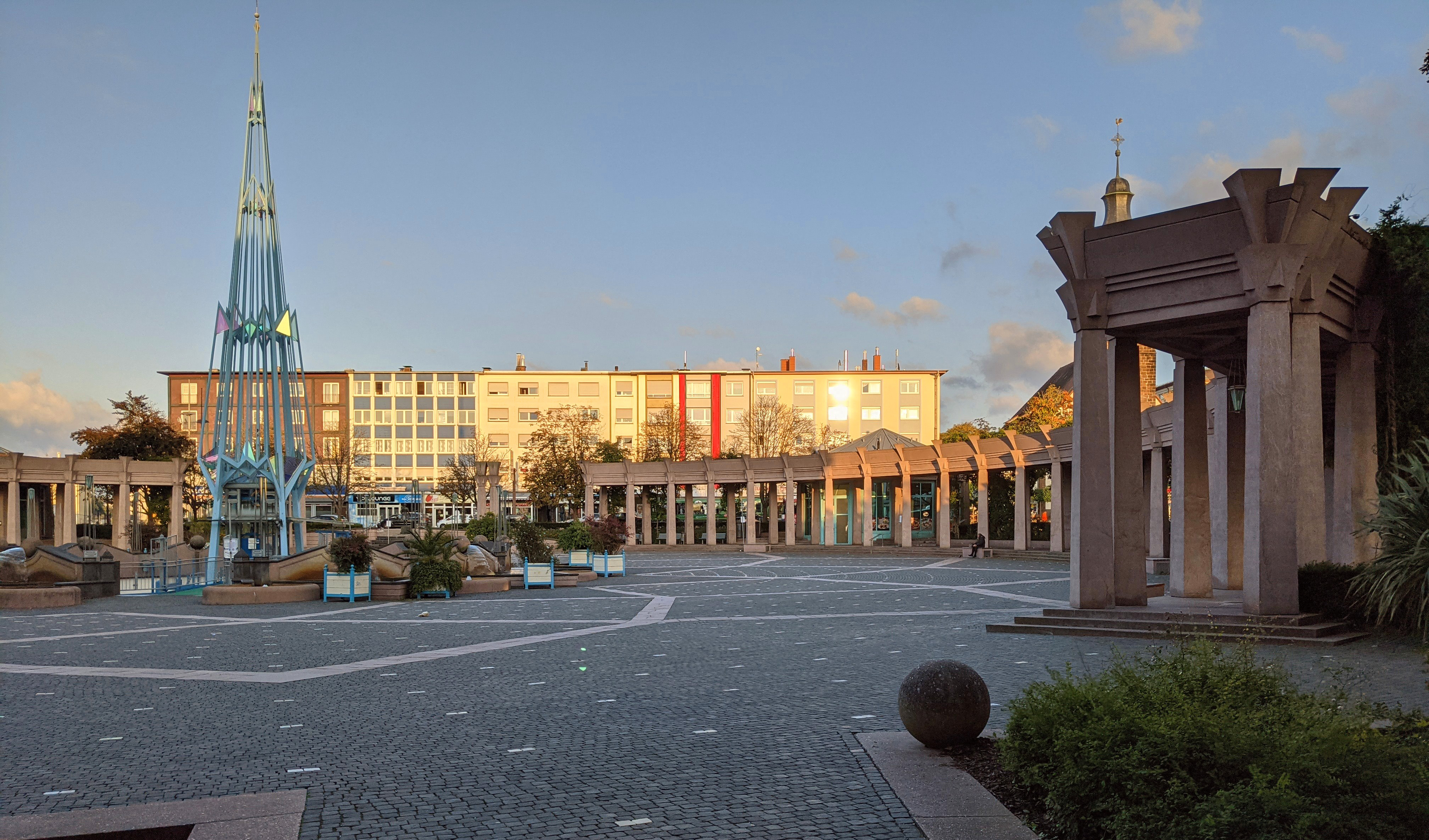
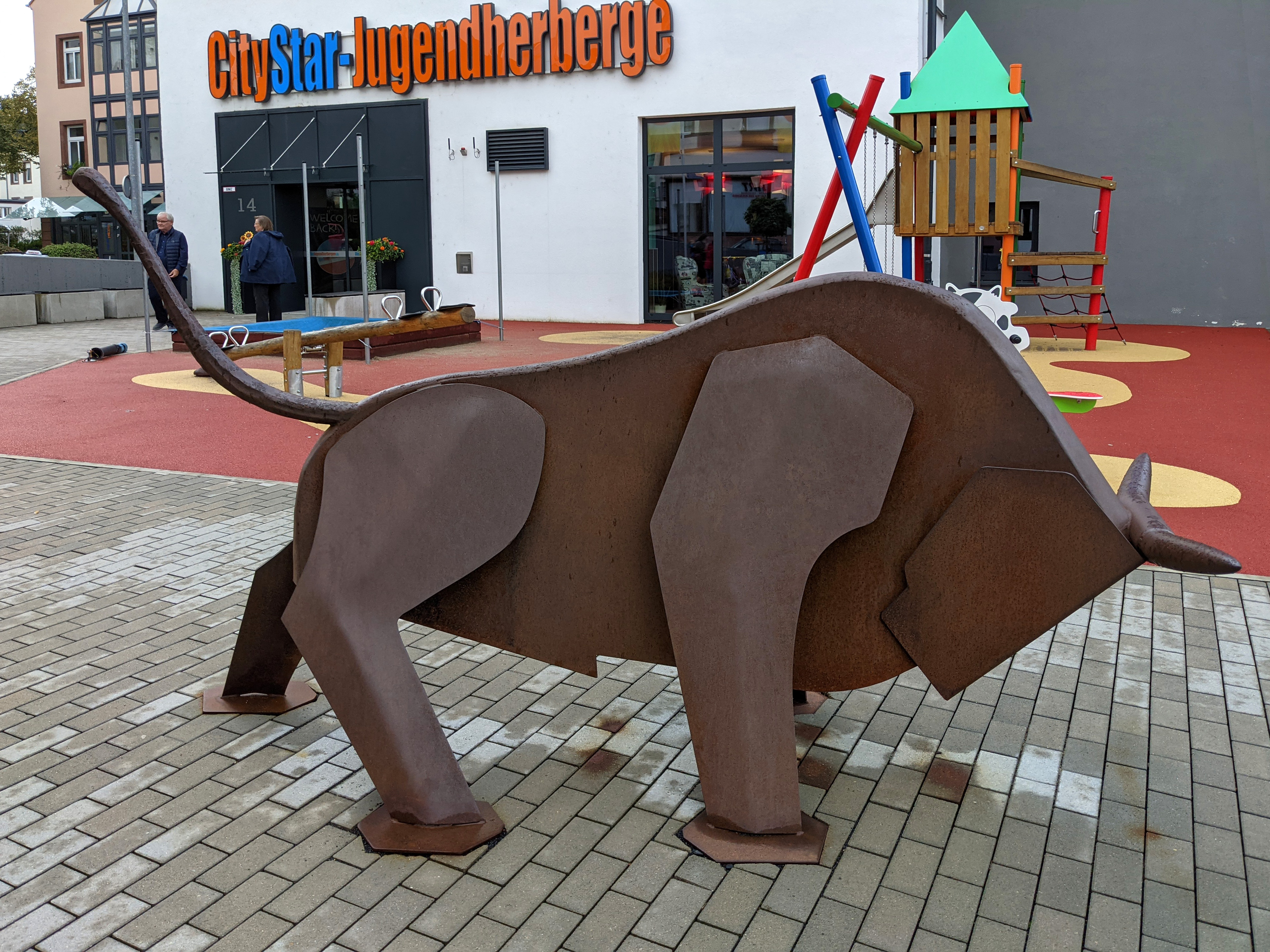
Auberge de jeunesse
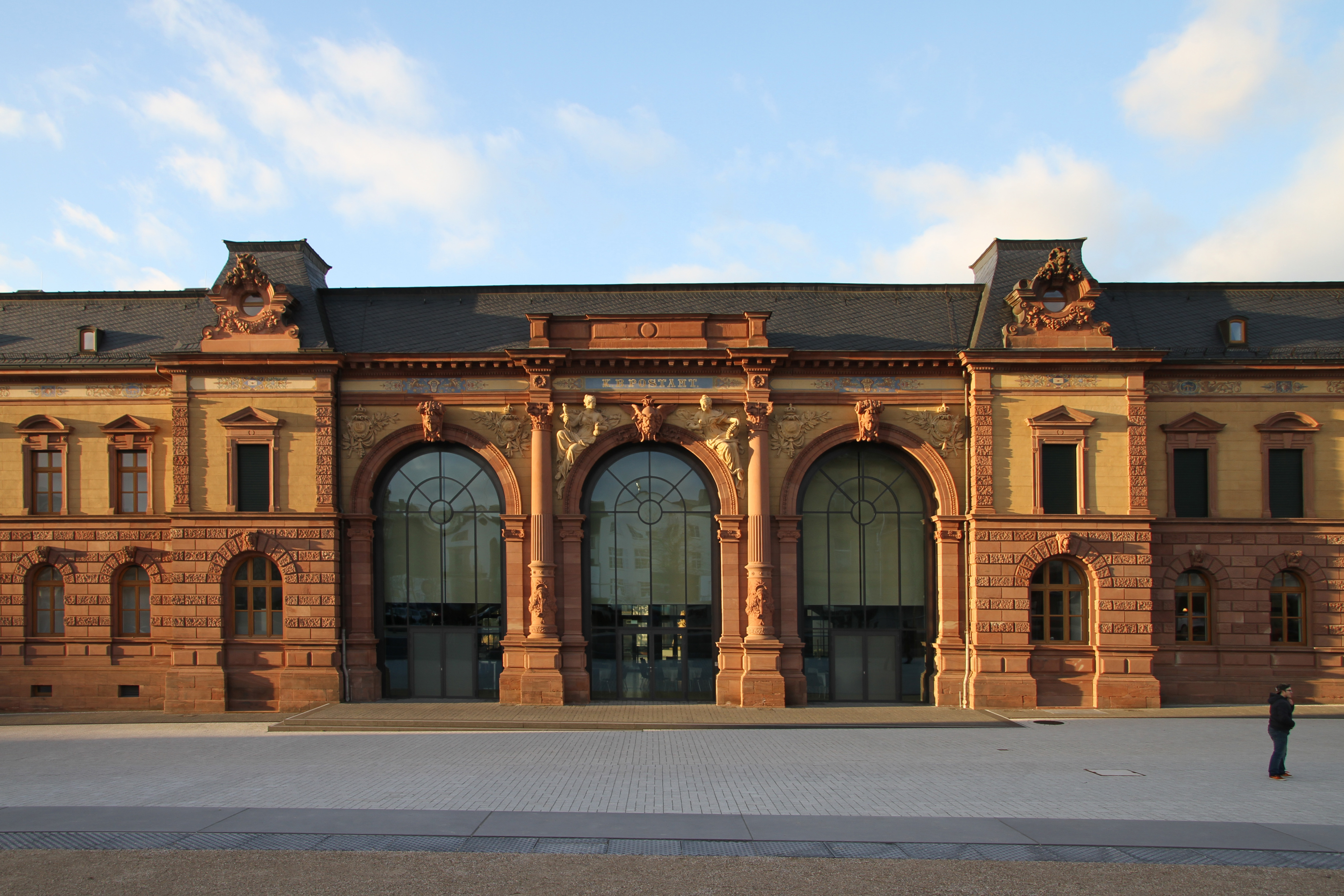
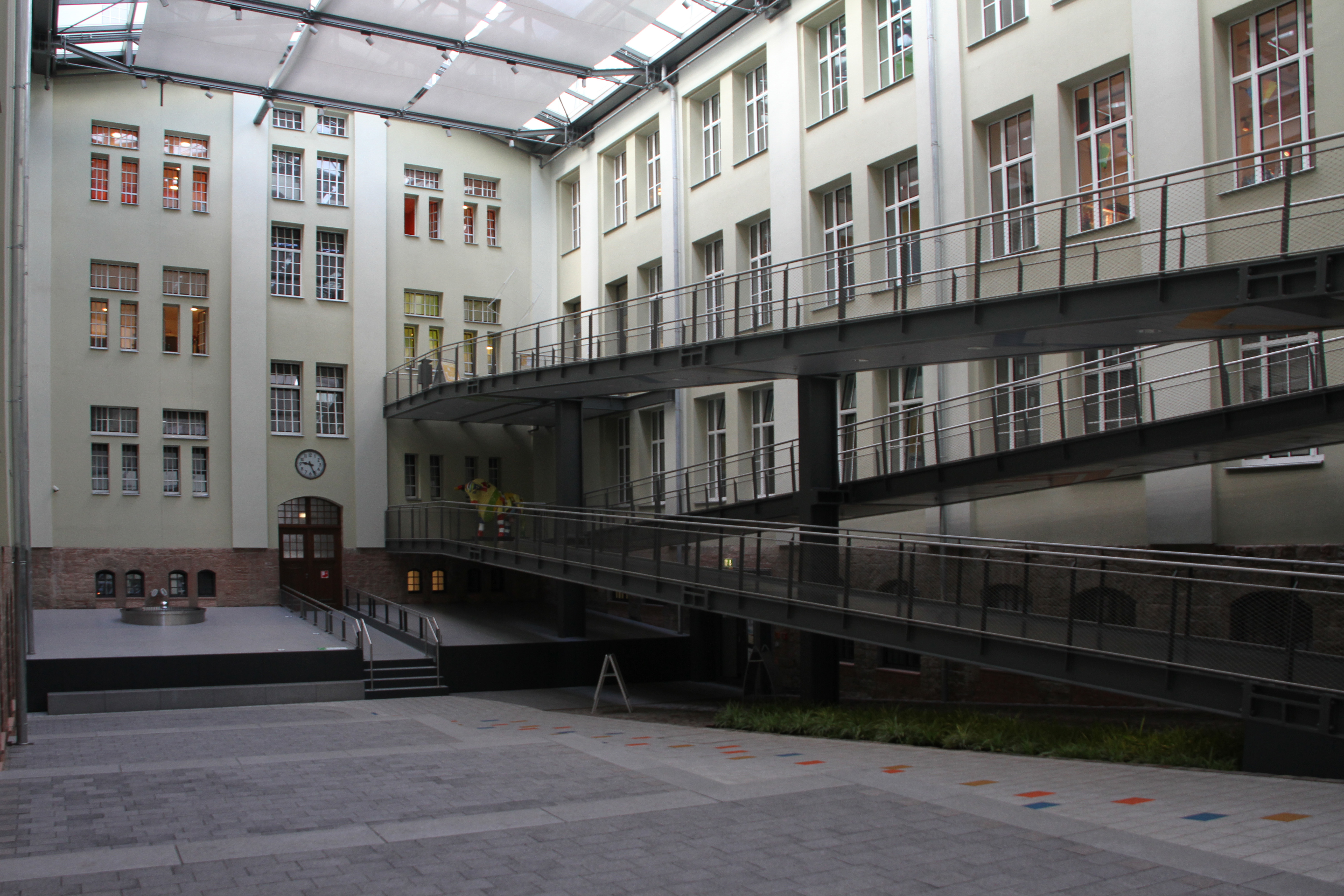
Dynamikum
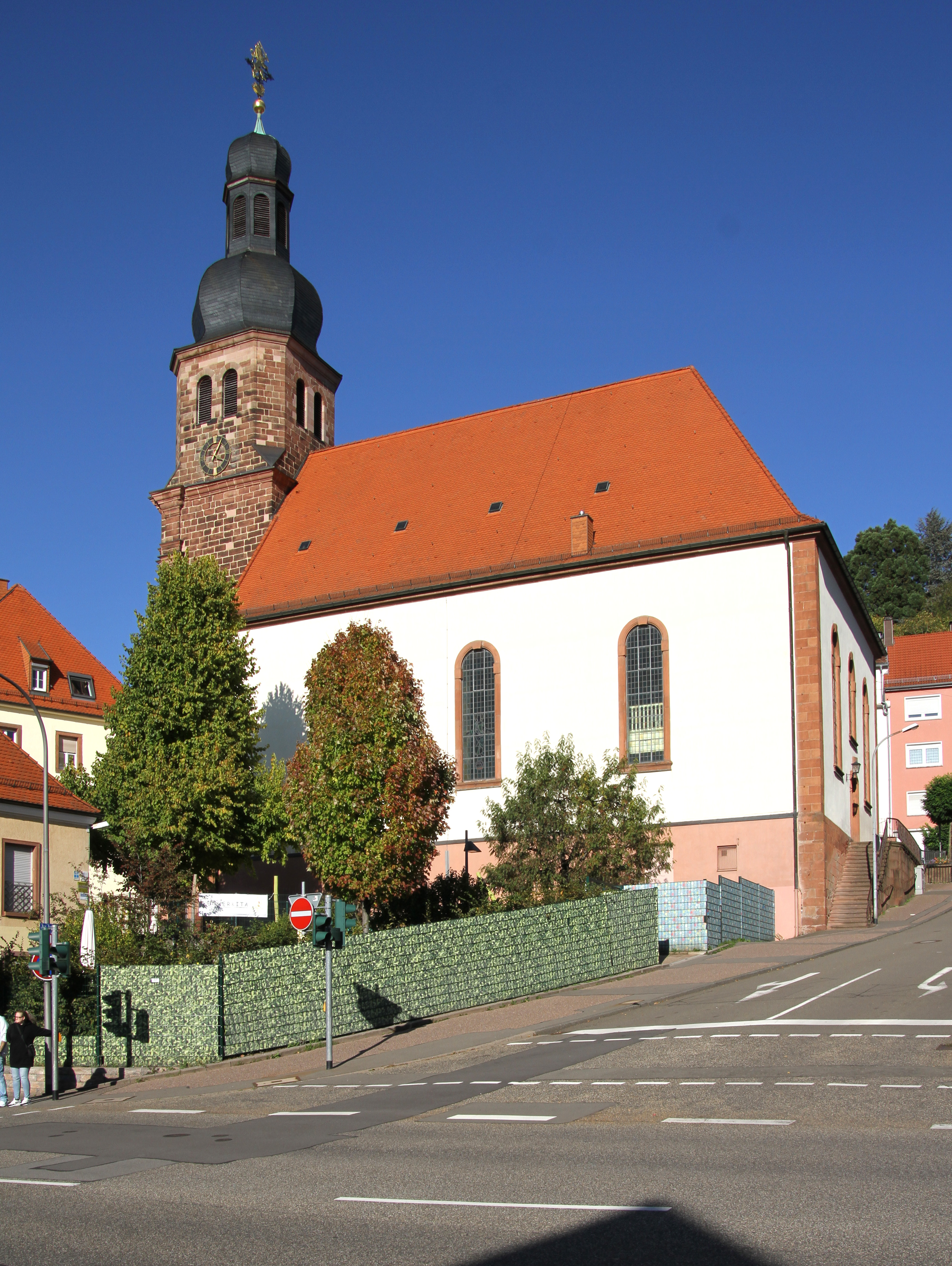
Église de Luther
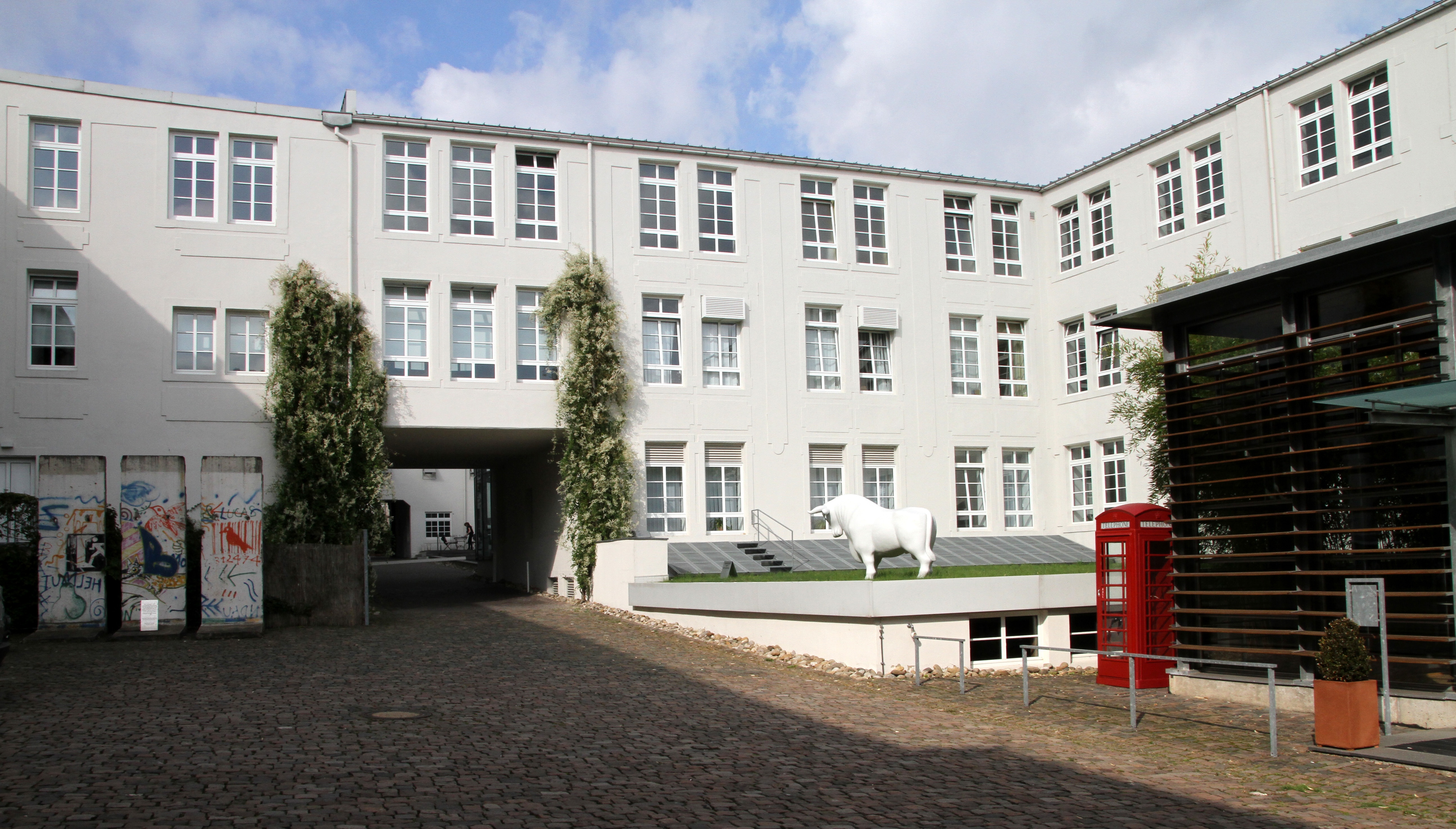
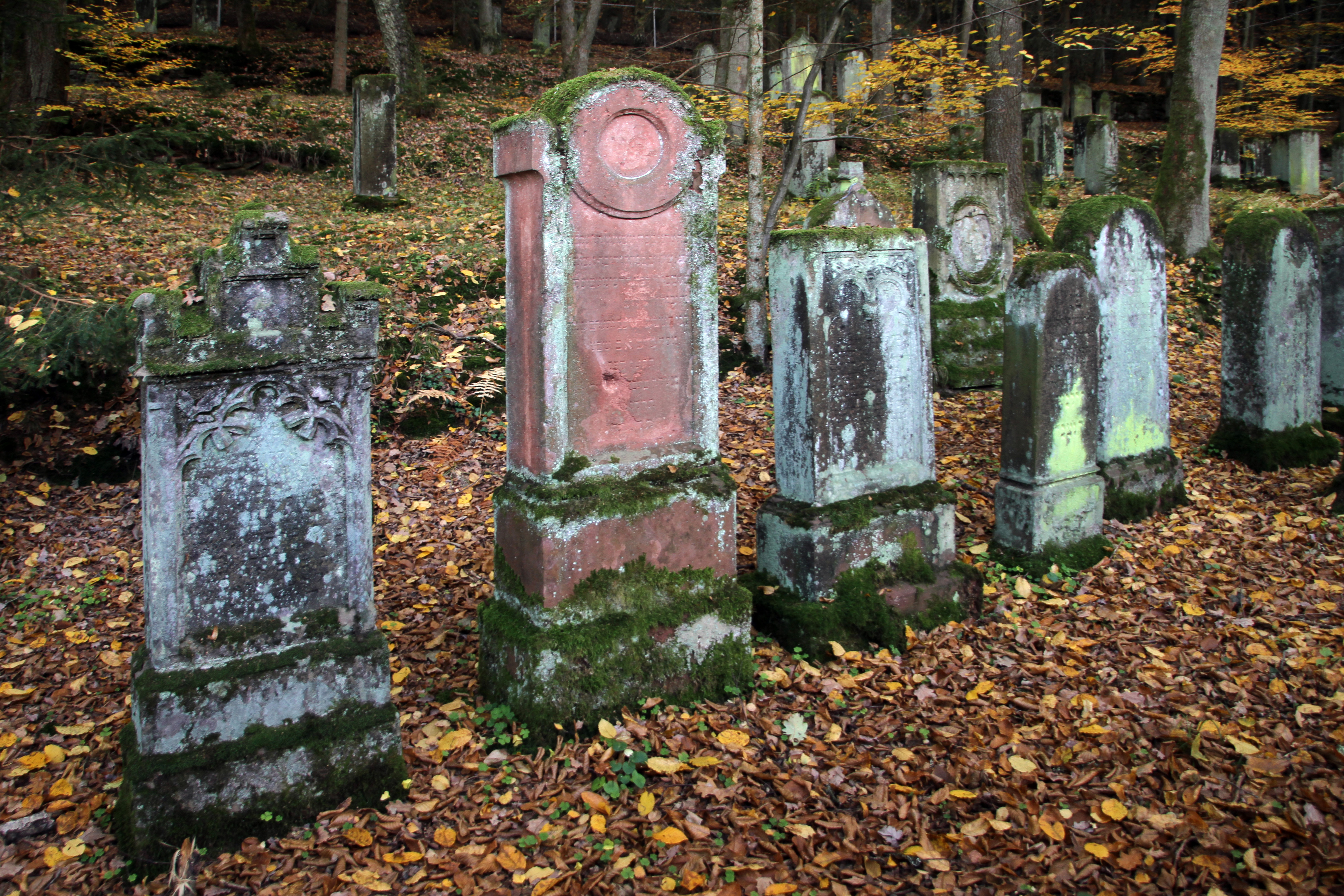
Cimetière juif
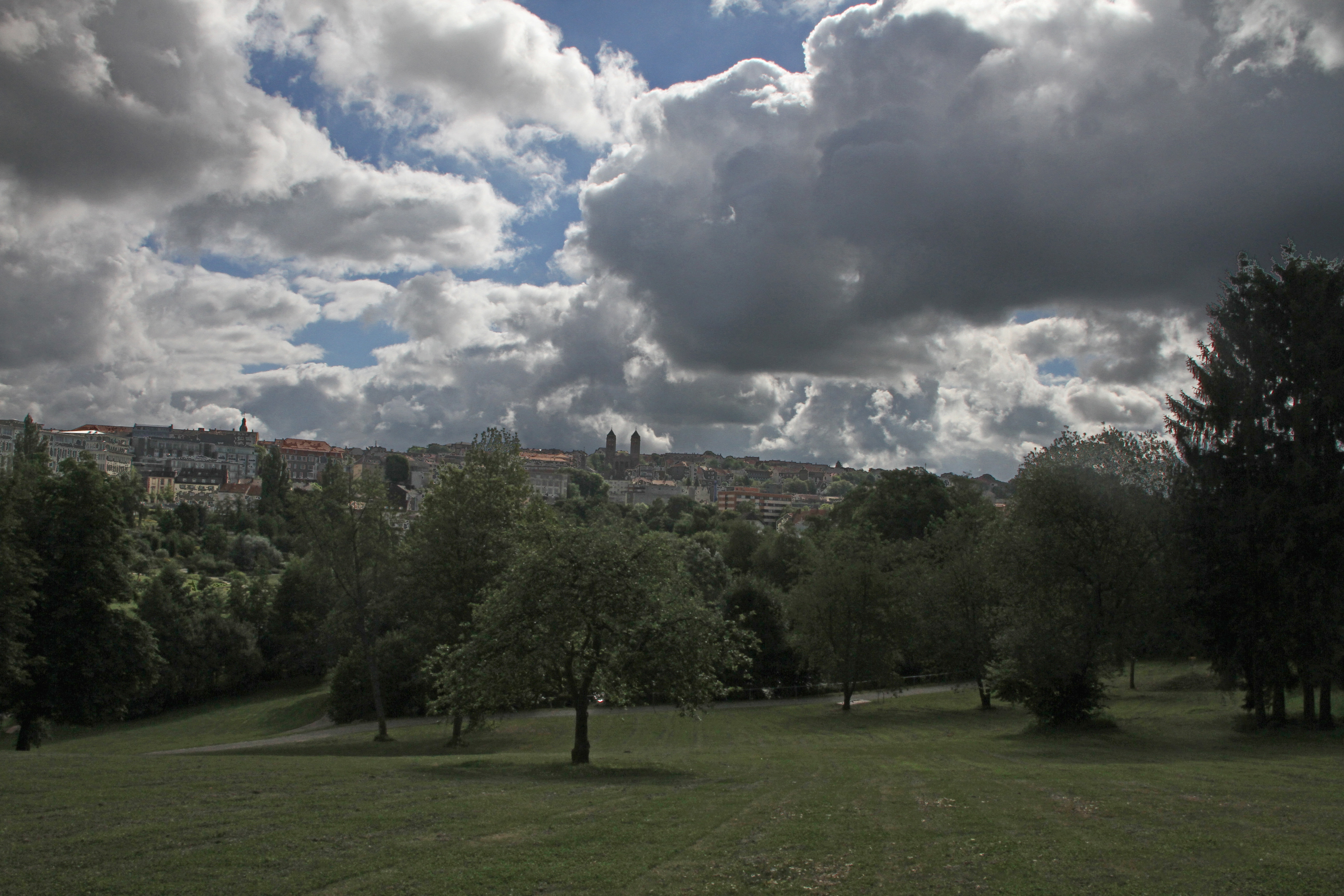